# پیر گری
پیر گری (به فرانسوی: Pierre Guéry) شاعر، نویسنده و مترجم قرن بیستم میلادی اهل فرانسه است.